# Miljevići (Gradiška)
Miljevići (szerbül: Миљевићи), falu Gradiška községben, Bosznia-Hercegovinában, Bosanska krajina területén, a Szerb Köztársaságban. 

## Fekvése
Bosznia-Hercegovina északi részén, Banja Lukától légvonalban 22, közúton 34 km-re északra, községközpontjától légvonalban 18, közúton 25 km-re délre, 150-250 méteres magasságban, a Jurkovica, a Suvaja és a Borna folyók által közrezárt dombvidéken fekszik. Több, kis településből áll.

## Népessége
| Nemzetiségi csoport | Népesség 1991 | Népesség 2013 |
| ------------------- | ------------- | ------------- |
| Szerb               | 226           | 193           |
| Bosnyák             | 0             | 0             |
| Horvát              | 2             | 1             |
| Jugoszláv           | 4             | 2             |
| Egyéb               | 5             | 0             |
| Összesen            | 237           | 196           |

## Története
A Gradina nevű magaslat lejtőin talált régészeti leletek tanúsága szerint területén már a római korban erőd állt.
A település 1878-ig tartozott az Oszmán Birodalomhoz, ekkor a berlini kongresszus határozata alapján az Osztrák-Magyar Monarchia része lett. 1879-ben az első osztrák-magyar népszámlálás során a Berbir községhez tartozó településnek 17 háztartása és 97 ortodox szerb lakosa volt. 1910-ben a Bosanska Gradiškai járáshoz és Romanovci községhez tartozó településen 37 háztartást és 199 ortodox szerb lakost találtak. A monarchia szétesésével 1918-ban előbb a Szerb-Horvát-Szlovén Királyság, majd 1929-től a Jugoszláv Királyság része. Jugoszlávia megszállása után a település a Független Horvát Állam (NDH) része lett. A falu 1945-től a szocialista Jugoszlávia része volt. A boszniai háború idején a Boszniai Szerb Köztársaság része volt. A daytoni békeszerződést követő területfelosztásnál Bosanska Gradiška község részeként a Szerb Köztársaság területéhez került.

## Nevezetességei
- Brijeg – római erőd maradványai. A Gradina nevű magaslat lankás lejtőin kő, tégla és építési kötőanyagok maradványai találhatók.[4]